# Kabankalan
Kabankalan liegt auf der Insel Negros in der Provinz Negros Occidental auf den Philippinen. Sie ist eine Stadt der ersten Einkommensklasse. Die Stadt wird als teilweise urbanisiert eingestuft und ist der wirtschaftliche Motor der südlichen Region von Negros Occidental. Sie ist in gut zwei Stunden von der Provinzhauptstadt Bacolod City über den küstennahen Highway erreichbar. Über den Kabankalan-Mabinay Highway ist die Stadt mit Dumaguete in Negros Oriental verbunden.
Bis Juni 2014 soll der Kabankalan City Domestic Airport fertiggestellt werden. Die Baukosten für dieses Infrastrukturprojekt belaufen sich auf 642 Mio. philippinische Peso.

## Geographie
Das Gebiet der Stadt Kabankalan grenzt im Norden an die Stadt Himamaylan City und an den Golf von Panay, im Osten an die Provinz Negros Oriental und im Westen an die Gemeinde Ilog. Die Stadt erstreckt sich über ein Gebiet von 69.735 Hektar und Kabankalan teilt sich in 32 Barangays auf. Die Einwohnerzahl der Stadt wird mit 181.977 Personen beziffert. Kabankalan liegt im Wassereinzugsgebiet des Ilog Rivers.

## Geschichte
Die Ersterwähnung von Kabankalan geht zurück auf die Jahre in der 1630 Dekade in den Aufzeichnungen des Admirals Cristobal de Logo y Montalvo. Der Jesuitenorden begann zu dieser Zeit die Christianisierung von Negros. 
Bis zum 14. März 1907 war Kabankalan Teil der Gemeinde Ilog. Mit dem Vollzug des Philippine Commission Act 1612 wurde Kabankalan der Status einer Municipality zugesprochen. Der Status einer Großstadt wurde Kabankalan am 2. August 1997 unter dem Präsidenten Fidel Ramos verliehen, Grundlage hierfür war der Republic Act 8297.

## Sehenswürdigkeiten
Die Mag-aso Wasserfälle liegen im gebirgigen Teil des Stadtgebietes und sind nach einer zwanzigminütigen Autofahrt zu erreichen. Das Wasser produziert einen leichten Nebel, wenn es in den See mit türkisgrünem Wasser herabfällt. Die Mag-aso Höhle ist 436,54 Meter lang und hat einen Höhenunterschied von ca. 149 Meter, sie gehört zu den größten Höhlen der Philippinen. 
Der Freedom Fighter Shrine erinnert an den Befreiungskampf der Filippinos im Zweiten Weltkrieg. Das Ilog-Hilabangan Watershed Forest Reserve liegt im Inland der Großstadt.

## Barangays
| - Bantayan - Binicuil - Camansi - Camingawan - Camugao - Carol-an - Daan Banua - Hilamonan - Inapoy - Linao - Locotan | - Magballo - Oringao - Orong - Pinaguinpinan - Barangay 5 (Pob.) - Barangay 6 (Pob.) - Barangay 7 (Pob.) - Barangay 8 (Pob.) - Barangay 9 (Pob.) - Barangay 1 (Pob.) - Barangay 2 (Pob.) | - Barangay 3 (Pob.) - Barangay 4 (Pob.) - Salong - Tabugon - Tagoc - Talubangi - Tampalon - Tan-Awan - Tapi - Tagukon |